# Pedricco de' Medici
Piero de' Medici, detto Pedricco (Firenze, 7 agosto 1546 – Firenze, 9 giugno 1547), era figlio del granduca di Toscana Cosimo I de' Medici e di Eleonora di Toledo, sesto figlio legittimo della coppia.

## Biografia

### Nascita e morte
Il nomignolo Pedricco, derivato dallo spagnolo Pedro (nome del nonno materno Pedro Álvarez de Toledo y Zúñiga), va sicuramente fatto risalire alla madre, ed oggi è anche usato dagli storici per distinguerlo dall'ultimo figlio della coppia, don Pietro de' Medici.
Fu battezzato il 1º settembre del 1546 nel Battistero di San Giovanni, con Cristoforo Madruzzo come padrino. Morì a giugno dell'anno successivo.
Sebbene Cosimo avesse già perso una figlia naturale (Bia), Pedricco fu il primo figlio legittimo a morire infante, a meno di un anno. A ciò si sommò un anno dopo la morte dell'infante Antonio, facendo prendere, tra varie altre ragioni, la decisione a Eleonora di Toledo di trasferirsi nella più salubre parte meridionale della città, presso il palazzo Pitti con ampio giardino appositamente acquistato proprio dalla duchessa.

## Ascendenza
|                                  |                                       |                                       | Genitori                     |  |  | Nonni |  |  | Bisnonni             |  |  | Trisnonni                |  |
|                                  |                                       |                                       |                              |  |  |       |  |  | Giovanni il Popolano |  |  | Pierfrancesco il Vecchio |  |
|                                  |                                       |                                       |                              |  |  |       |  |  | Giovanni il Popolano |  |  | Pierfrancesco il Vecchio |  |
|                                  |                                       | Laudomia Acciaiuoli                   |                              |  |  |       |  |  | Giovanni il Popolano |  |  |                          |  |
| Giovanni dalle Bande Nere        |                                       |                                       |                              |  |  |       |  |  | Giovanni il Popolano |  |  |                          |  |
|                                  |                                       | Caterina Sforza                       | Galeazzo Maria Sforza        |  |  |       |  |  |                      |  |  |                          |  |
|                                  |                                       | Caterina Sforza                       | Galeazzo Maria Sforza        |  |  |       |  |  |                      |  |  |                          |  |
|                                  |                                       | Caterina Sforza                       | Lucrezia Landriani           |  |  |       |  |  |                      |  |  |                          |  |
| Cosimo I de' Medici              |                                       | Caterina Sforza                       |                              |  |  |       |  |  |                      |  |  |                          |  |
|                                  |                                       | Jacopo Salviati                       | Giovanni Salviati            |  |  |       |  |  |                      |  |  |                          |  |
|                                  |                                       | Jacopo Salviati                       | Giovanni Salviati            |  |  |       |  |  |                      |  |  |                          |  |
|                                  |                                       | Jacopo Salviati                       | Elena Gondi                  |  |  |       |  |  |                      |  |  |                          |  |
| Maria Salviati                   |                                       | Jacopo Salviati                       |                              |  |  |       |  |  |                      |  |  |                          |  |
|                                  |                                       | Lucrezia di Lorenzo de' Medici        | Lorenzo de' Medici           |  |  |       |  |  |                      |  |  |                          |  |
|                                  |                                       | Lucrezia di Lorenzo de' Medici        | Lorenzo de' Medici           |  |  |       |  |  |                      |  |  |                          |  |
|                                  |                                       | Lucrezia di Lorenzo de' Medici        | Clarice Orsini               |  |  |       |  |  |                      |  |  |                          |  |
| Pedricco de' Medici              |                                       | Lucrezia di Lorenzo de' Medici        |                              |  |  |       |  |  |                      |  |  |                          |  |
|                                  | Fadrique Álvarez de Toledo y Enríquez | García Álvarez de Toledo y Carrillo   |                              |  |  |       |  |  |                      |  |  |                          |  |
|                                  | Fadrique Álvarez de Toledo y Enríquez | García Álvarez de Toledo y Carrillo   |                              |  |  |       |  |  |                      |  |  |                          |  |
|                                  | Fadrique Álvarez de Toledo y Enríquez | María Enríquez de Quiñones y Cossines |                              |  |  |       |  |  |                      |  |  |                          |  |
| Pedro Álvarez de Toledo y Zúñiga | Fadrique Álvarez de Toledo y Enríquez |                                       |                              |  |  |       |  |  |                      |  |  |                          |  |
|                                  |                                       | Isabel de Zúñiga y Pimentel           | Álvaro de Zúñiga y Guzmán    |  |  |       |  |  |                      |  |  |                          |  |
|                                  |                                       | Isabel de Zúñiga y Pimentel           | Álvaro de Zúñiga y Guzmán    |  |  |       |  |  |                      |  |  |                          |  |
|                                  |                                       | Isabel de Zúñiga y Pimentel           | Leonor Pimentel y Zúñiga     |  |  |       |  |  |                      |  |  |                          |  |
| Eleonora di Toledo               |                                       | Isabel de Zúñiga y Pimentel           |                              |  |  |       |  |  |                      |  |  |                          |  |
|                                  |                                       | Luis Pimentel y Pacheco               | Rodrigo Alonso Pimentel      |  |  |       |  |  |                      |  |  |                          |  |
|                                  |                                       | Luis Pimentel y Pacheco               | Rodrigo Alonso Pimentel      |  |  |       |  |  |                      |  |  |                          |  |
|                                  |                                       | Luis Pimentel y Pacheco               | María Pacheco y Portocarrero |  |  |       |  |  |                      |  |  |                          |  |
| María Osorio y Pimentel          |                                       | Luis Pimentel y Pacheco               |                              |  |  |       |  |  |                      |  |  |                          |  |
|                                  |                                       | Juana Osorio y Bazán                  | Pedro Álvarez Osorio         |  |  |       |  |  |                      |  |  |                          |  |
|                                  |                                       | Juana Osorio y Bazán                  | Pedro Álvarez Osorio         |  |  |       |  |  |                      |  |  |                          |  |
|                                  |                                       | Juana Osorio y Bazán                  | María de Bazán               |  |  |       |  |  |                      |  |  |                          |  |
|                                  |                                       | Juana Osorio y Bazán                  |                              |  |  |       |  |  |                      |  |  |                          |  |